# Carl Fredrik Sebaldt
Carl Fredrik Sebaldt, född 1 april 1713 i Moskva, död 19 oktober 1792 i Stockholm, var en svensk ämbetsman och politiker.
Sebaldt föddes i Moskva som son till Kristian Fredrik Sebalt och Maria Kristina Sparre. Fadern hade tidigare varit trumpetare i svenska armén och hölls vid tidpunkten för sonens födelse som krigsfånge i Moskva. Han gifte sig med Ulrika Eleonora Ziervogel.
Efter studier i Åbo blev Sebaldt 1736 auskultant i Åbo hovrätt och sekreterare hos Samuel Åkerhielm, 1740 extra ordinarie och 1759 protokollssekreterare i Justitierevisionsexpeditionen, 1760 assessor i Svea hovrätt, 1762 hovrättsråd samt 1764 ämbets- och byggnadsborgmästare i Stockholm. Sebaldt började sin politiska bana som sekreterare i bondeståndet vid 1746-47 års riksdag och gjorde sig därvid bemärkt som ivrig anhängare av mösspartiet.
Trots att han inte tidigare suttit i riksdagen valdes han 1765 till borgarståndets talman och utmärkte sig igen för sin kompromisslösa partiståndpunkt och ivriga förespråkande för frihetstidens ideal. Vid riksdagen 1771 utsågs han för andra gången till ståndets talman. Under riksdagens lopp valdes han till justitiekansler, men avsade sig denna post, även om han fick behålla titel och värdighet. Han blev mycket betydelsefull i rollen som förespråkare för frihetstidens ideal, och motarbetade kung Gustaf III i dennes maktutvidgningsplaner.
När ständerna efter revolutionen 21 augusti 1772 samlades för att anta den nya regeringsformen, anmälde Sebaldt sig sjuk, troligen efter tillsägelse, varför rådman Hochschild kom att underteckna den nya grundlagen på borgarståndets vägnar. 1777 blev han justitieborgmästare i Stockholm. För att omöjliggöra att han vid den förestående riksdagen åter skulle bli talman, upphöjde konungen honom 1778 i adligt stånd. Sebaldt tog 1783 avsked från sin tjänst och slöt ätten vid sin död 1792.